# Norraca longipennis
Norraca longipennis är en fjärilsart som beskrevs av Moore 1881. Norraca longipennis ingår i släktet Norraca och familjen tandspinnare. Inga underarter finns listade i Catalogue of Life.